# Wycieczka
Wycieczka – rodzaj imprezy turystycznej, której program obejmuje zmianę miejsca pobytu jej uczestników.